# Elaeocarpus altisectus
Elaeocarpus altisectus är en tvåhjärtbladig växtart som beskrevs av Schlechter. Elaeocarpus altisectus ingår i släktet Elaeocarpus och familjen Elaeocarpaceae. Inga underarter finns listade i Catalogue of Life.